# Polycarpaea repens
Polycarpaea repens är en nejlikväxtart. Polycarpaea repens ingår i släktet Polycarpaea och familjen nejlikväxter.

## Underarter
Arten delas in i följande underarter:
- P. r. repens
- P. r. tiranica